# Kamran Ince
Kamran Ince (født 6. maj 1960 i Glendive, Montana, USA) er en tyrkisk/amerikansk komponist, pianist, cellist, professor og lærer.
Ince blev født i USA af tyrkiske forældre, som tog ham med tilbage til Tyrkiet da han var 6 år gammel. Han studerede cello, klaver og komposition på Det Statslige Musikkonservatorium i Ankara og Universitetet i Izmir hos Ilhan Baran og Muammer Sun. Han tog tilbage til USA, hvor han studerede videre, især med komposition som hovedfag på Eastman School of Music hos bl.a. Christopher Rouse og Samuel Adler. Ince har skrevet fem symfonier, orkesterværker, kammermusik, koncertmusik, korværker, klaverstykker etc.
Han har undervist som professor og lærer i komposition på Universitetet i Memphis , og har vundet priser for sine kompositioner såsom
Rome Prize (1987), Gugenheim Fellowship (1987) og Lili Boulanger Prize (1988).

## Udvalgte værker
- Symfoni nr. 1 "Slottet i luften" (1989) - for orkester
- Symfony nr. 2 "Konstantinopel´s fald" (1994) - for orkester
- Symfoni nr. 3 "Wien´s belejring" (1995) - for orkester
- Symfoni nr. 4 "Sardis" (2000) - for orkester
- Symfoni nr. 5 "Galatasaray" (2005) - for orkester
- Klaverkoncert (1984) - for klaver og orkester
- Koncert (2002) - for orkester og tyrkiske instrumenter og stemmer
- Violinkoncert "i Hvidt" (1999) - for violin og orkester